# Урвань (Кабардино-Балкария)
Урва́нь (кабард.-черк. Аруан, Мысостей) — село в Урванском районе Кабардино-Балкарской Республики.
Образует муниципальное образование «сельское поселение Урвань», как единственный населённый пункт в его составе.

## География
Селение расположено в западной части Урванского района, на левом берегу реки Урвань, в 10 км к юго-западу от районного центра Нарткала и в 11 км к востоку от города Нальчик.
Через село проходит федеральная автотрасса Кавказ Р 217, которая при въезде в село разветвляется на две части — основную и объездную (через город Нальчик).
Граничит с землями населённых пунктов: Старый Черек на востоке, Псыгансу на юго-востоке, Аушигер на юге, Нартан на западе, Шитхала и Нарткала на севере. На юго-западе селение граничит с землями Государственного Лесного фонда (Гослесфонд). К юго-востоку от села, вдоль долины реки Урвань до реки Черек, тянутся Дачные посёлки (садоводческие товарищества).
Площадь территории сельского поселения составляет — 70,62 км². Из них сельскохозяйственные угодья занимают — 53,07 км² (75,1%). Протяжённость населённого пункта с запада на восток составляет около 2 км, с севера на юг — 3,5 км. 
Селение расположено на Кабардинской равнине, в предгорной зоне республики. Средние высоты на территории села составляют около 380 метров над уровнем моря. Рельеф местности в основном представляет собой наклонные волнистые равнины, с бугристыми и курганными возвышенностями. Вдоль западной и южной окраин села тянутся лесистые хребты. Высшими точками сельского поселения являются — Большие Урванские курганы, расположенные к юго-западу от села, на высоте около 720 метров над уровнем моря и наиболее крупными из которых являются курганы — Ошхаца, Ошхаджафа и Ошхаклиса. Курган Ошхаца из-за своей исторической значимости, также выдвигался как кандидат для включения в список Всемирного наследия ЮНЕСКО.
Гидрографическая сеть в основном представлена рекой Урвань. В лесистой зоне протекают ручьи — Дей-Горан, Дугужуко, Тхарукофуко и другие, которые впадают в мелиоративный канал, тянущийся у подножья Лесистого хребта. Также на территории сельского поселения расположены выходы родников, затопленные грунтовыми водами карьеры и многочисленные пруды.
Климат влажный умеренный, с тёплым летом и прохладной зимой. Амплитуда температуры воздуха колеблется от средних +22,0°С в июле, до средних −2,5°С в январе. Среднегодовая температура воздуха составляет +10,0°С. Среднегодовое количество осадков составляет около 700 мм. Основные ветры — северо-западная и восточная. Наибольшее количество осадков выпадет с апреля по июнь.

## История
Селение было основано в XVI веке кабардинскими вуорками (дворянами) из рода Мисостовых. В честь которых аул и получил своё историческое название — Мисостово (кабард.-черк. Мысостей).
В XIX веке население аула резко сократилось вследствие Кавказской войны, по окончании которой, многие жители в ходе мухаджирства вынуждено покинули Кавказ.
В 1865 году в ходе Земельной реформы Кабарды и программы по укрупнению кабардинских селений, в аул Мисостово были переселены жители выше лежащего аула Тогланово (кабард.-черк. Тыкъуланей).
В 1920 году с окончательным установлением советской власти в Кабарде, решением ревкома Нальчикского округа, Мисостово как и все другие кабардинские поселения было переименовано, из-за присутствия в их названиях княжеских и дворянских фамилий. В результате село получило своё новое название — Урвань. Однако историческое название села продолжают использовать в быту и в литературе.
Сельский Народный Совет при селе Мисостово был образован в 1920 году. В том же году он был переименован в Урванский сельский Совет.
Во время Великой Отечественной войны, после сильной бомбежки, последовавшей 25-26 октября 1942 года, село было оккупировано немецкими войсками 27 октября и освобождено в январе 1943 года. В память о погибших в селе установлены два памятника.
До 1956 года Урванский сельсовет входил в состав Нальчикского района КБАССР. Затем после упразднения Нальчикского района, село было передано в состав Урванского района. 

## Население
| 2002  | 2010  | 2012  | 2013  | 2014  | 2015  | 2016  |
| ----- | ----- | ----- | ----- | ----- | ----- | ----- |
| 5324  | ↗5380 | ↗5477 | ↗5528 | ↗5587 | ↗5631 | ↗5671 |
| 2017  | 2018  | 2019  | 2020  | 2021  | 2023  | 2024  |
| ↗5722 | ↗5767 | ↗5792 | ↗5813 | ↘5696 | ↘5692 | ↗5715 |
| 2025  |       |       |       |       |       |       |
| ↗5757 |       |       |       |       |       |       |

Плотность — 81.52 чел./км2.
Национальный состав
По данным Всероссийской переписи населения 2010 года:
| Народ      | Численность, чел. | Доля от всего населения, % |
| ---------- | ----------------- | -------------------------- |
| кабардинцы | 4 946             | 91,9 %                     |
| балкарцы   | 314               | 5,8 %                      |
| русские    | 72                | 1,3 %                      |
| другие     | 48                | 0,9 %                      |
| всего      | 5 380             | 100 %                      |

По данным Всероссийской переписи 2021 года:
| Народ               | Численность, чел. | Доля от всего населения, % |
| ------------------- | ----------------- | -------------------------- |
| кабардинцы          | 5 112             | 89,74 %                    |
| балкарцы            | 299               | 5,24 %                     |
| русские             | 121               | 2,12 %                     |
| черкесы             | 95                | 1,66 %                     |
| другие / не указано | 69                | 1,21 %                     |
| всего               | 5 696             | 100,0 %                    |

Поло-возрастной состав
По данным Всероссийской переписи населения 2010 года:
| Возраст     | Мужчины, чел. | Женщины, чел. | Общая численность, чел. | Доля от всего населения, % |
| ----------- | ------------- | ------------- | ----------------------- | -------------------------- |
| 0 — 14 лет  | 576           | 522           | 1 098                   | 20,4 %                     |
| 15 — 59 лет | 1 771         | 1 856         | 3 627                   | 67,4 %                     |
| от 60 лет   | 265           | 390           | 655                     | 12,2 %                     |
| Всего       | 2 612         | 2 768         | 5 380                   | 100 %                      |

Мужчины — 2 612 чел. (48,6 %). Женщины — 2 768 чел. (51,4 %).
Средний возраст населения — 33,9 лет. Медианный возраст населения — 29,7 лет.
Средний возраст мужчин — 31,9 лет. Медианный возраст мужчин — 28,5 лет.
Средний возраст женщин — 35,8 лет. Медианный возраст женщин — 31,2 лет.

## Местное самоуправление
Администрация сельского поселения Урвань — село Урвань, ул. Кафоевых, 128.
Структуру органов местного самоуправления сельского поселения составляют:
- Исполнительно-распорядительный орган — Местная администрация сельского поселения Урвань. Состоит из 8 человек.
  - Глава администрации сельского поселения — Закаев Альберт Хазраилович.
- Представительный орган — Совет местного самоуправления сельского поселения Урвань. Состоит из 15 депутатов, избираемых на 5 лет.
  - Председатель Совета местного самоуправления сельского поселения — Тхакахов Мухамед Интербиевич.

## Образование
- Средняя общеобразовательная школа № 1 — ул. Школьная, 15[22].
- Начальная школа Детский сад № 34 «Насып» — ул. Кафоевых, 96.

## Здравоохранение
- Участковая больница — ул. Кафоевых, 103.

## Культура
- Дом культуры
- Спортивно-оздоровительный комплекс

Общественно-политические организации:
- Адыгэ Хасэ
- Совет ветеранов труда и войны

## Ислам
- Сельская мечеть — ул. Кафоевых, 55.

## Экономика
Селение является одним из наиболее экономических развитых центров района. На территории села располагаются предприятия по переработке и хранению сельскохозяйственных продуктов. Также на территории сельского поселения располагаются многочисленные карьеры и пруды, используемые для хозяйственного разведения рыб. К востоку от села расположен крупнейший учебный автодром республики — Урванский автогородок, за которым следует сельскохозяйственный рынок Аруан. К северо-востоку от села находится полигон ТБО.

## Улицы
На территории села зарегистрировано 27 улиц и 31 СТ (садоводческое товарищество):
Улицы:

| Байсултанова |
| Балкарская   |
| Вармаховой   |
| Калинина     |
| Канкошева    |
| Кардановых   |
| Кафоевых     |
| Кирова       |
| Колхозная    |

| Кумаховых  |
| Ленина     |
| Линия 2    |
| Линия 3    |
| Мастафова  |
| Молодёжная |
| Мысостей   |
| Надречная  |
| Ногмова    |

| Октябрьская  |
| Первомайская |
| Подгорная    |
| Пушкина      |
| Степная      |
| Тхакахова    |
| Черкесская   |
| Школьная     |
| Шогенцукова  |

Садоводческие товарищества:

| ДТ Химик         |
| СТ Автомобилист  |
| СТ Барбарис      |
| СТ Беречет       |
| СТ Волна         |
| СТ Геолог        |
| СТ Голубой факел |
| СТ Горный воздух |
| СТ Горняк        |
| СТ Диабаз        |

| СТ Динамо          |
| СТ Звезда          |
| СТ Конструктор     |
| СТ Кристалл        |
| СТ Луч             |
| СТ Магистраль      |
| СТ Машиностроитель |
| СТ Мечта           |
| СТ Нарт            |
| СТ Насып           |

| СТ Нур             |
| СТ Радуга          |
| СТ Родник          |
| СТ Связист         |
| СТ Семеренко       |
| СТ Сабженец        |
| СТ Станкостроитель |
| СТ Строитель       |
| СТ Умелец          |
| СТ Электроник      |